# Borders (canção)
"Borders" é uma canção da rapper britânica M.I.A., presente em seu quinto álbum de estúdio, A.I.M. (2016). A faixa foi escrita por M.I.A, Amish Patel e Levi Lennox e é descrita como uma canção pop  que incorpora diversos gêneros, que vão do hip-hop ao worldbeat.
M.I.A. informou que levou apenas duas horas para finalizar a escrita da canção, que tornou-se sua composição mais rápida. A letra da faixa faz referências aos diversos embates culturais que refletem na cultura popular.
O single foi disponibilizado para as plataformas de streaming em 20 de novembro de 2015, mas foi retirado no mesmo dia. Foi lançado mundialmente uma semana depois, acompanhado de seu controverso vídeo musical, que trazia consigo fortes mensagens de cunho político e social, tornando-se viral em poucas horas. A revista Time nomeou o videoclipe de "Borders" como um dos melhores de 2015.

## Lista de faixas
- Download digital[7]

1. "Borders" – 4:11
2. "Borders" (Vídeo) – 4:44

## Recebimento da crítica
| Críticas profissionais | Críticas profissionais |
| Avaliações da crítica  | Avaliações da crítica  |
| Fonte                  | Avaliação              |
| ---------------------- | ---------------------- |
| Billboard              | [ 8 ]                  |
| 411MANIA               | [ 9 ]                  |
| Renowned for Sound     | [ 2 ]                  |

"Borders" recebeu retorno misto para positivo dos críticos musicais. A canção e sua composição foram descritas como "simplistas", e os versos "What's up with that?" que aparecem diversas vezes na canção foram descritos como "extremamente repetitivos" e "inegavelmente cativantes".

## Desempenho comercial
A faixa atingiu o Top 40 das paradas norte-americanas Dance/Electronic e Twitter Songs da revista Billboard, além de alcançar a septuagésima-terceira posição na parada oficial de singles da França. "Borders" não entrou em nenhuma parada musical além destas.

## Paradas musicais
| Parada (2015)                                  | Melhor posição |
| ---------------------------------------------- | -------------- |
| França (SNEP)                                  | 73             |
| EUA Dance/Electronic Digital Songs (Billboard) | 10             |
| EUA Dance/Electronic Songs (Billboard)         | 25             |
| EUA Twitter Top Tracks (Billboard)             | 24             |